# Hajózási csatorna
A hajózási csatorna vagy hajózócsatorna mesterséges medrű folyóvíz. E létesítményeket használják földek víztelenítésére, szennyvízelvezetésre, öntözésre, vízellátásra és hajózásra. Némelyiket átvágásnak nevezik, ezek folyókat kötnek össze, éles kanyarulatokat gázlókat, zúgókat vágnak le, hogy könnyebb legyen rajtuk a közlekedés. Időnként a szokványos, keskeny csatornákat is átvágásnak mondják.
A hajózócsatornák folyamatosan ereszkednek (lejtenek) a forrástól a tenger felé. Útközben mellékvízfolyásokat vesznek fel, de vízhozamát gyarapítja a beléjük hulló és a felszínen elfolyó csapadék is.
A jellegzetes hajózási csatornák viszont ott vannak, ahol szükség van rájuk. A hajózás szükségleteihez képest kevés vizet gyűjtenek. Vigyázni kell, hogy áramlásuk minél lassúbb és nyugodtabb legyen, különben nem lesz elég magas a vízállás a hajózáshoz. (vö. Sió-csatorna.) Az ilyen csatornák különböző szinten haladó szakaszokból állnak, és a víz alig vagy egyáltalán nem mozog bennük. Egy szintben futó, hosszú hajózó csatornát általában nehéz építeni, hacsak nem teljesen sík a vidék. Sok ősi csatorna kanyarog a terep természetes szintvonalai között. Ezeket kontúrcsatornának hívjuk. Azért építették őket ilyennek, hogy a munkálatok közt, ne kelljen sok földet megmozgatni, alagutat készíteni vagy akvaduktot építeni. Ha a medret már nem lehetett tovább hosszabbítani, egy másik talajszinten kezdtek új csatornaszakaszt.
Az első csatornákat az ókorban építették. Mezopotámiában i. e. 2000 táján vízellátásra és hajózási célra ásták őket. Az egyiptomiak ilyen módon kerülték ki hajóikkal a Nílus egy-egy folyószakaszát. A kínaiak a kínai Nagy-csatornát több évszázadon át építették. Pekingtől Hangcsouig több, mint 1750 km hosszúságú.

## A hajózócsatornák építményei

### Szintváltás

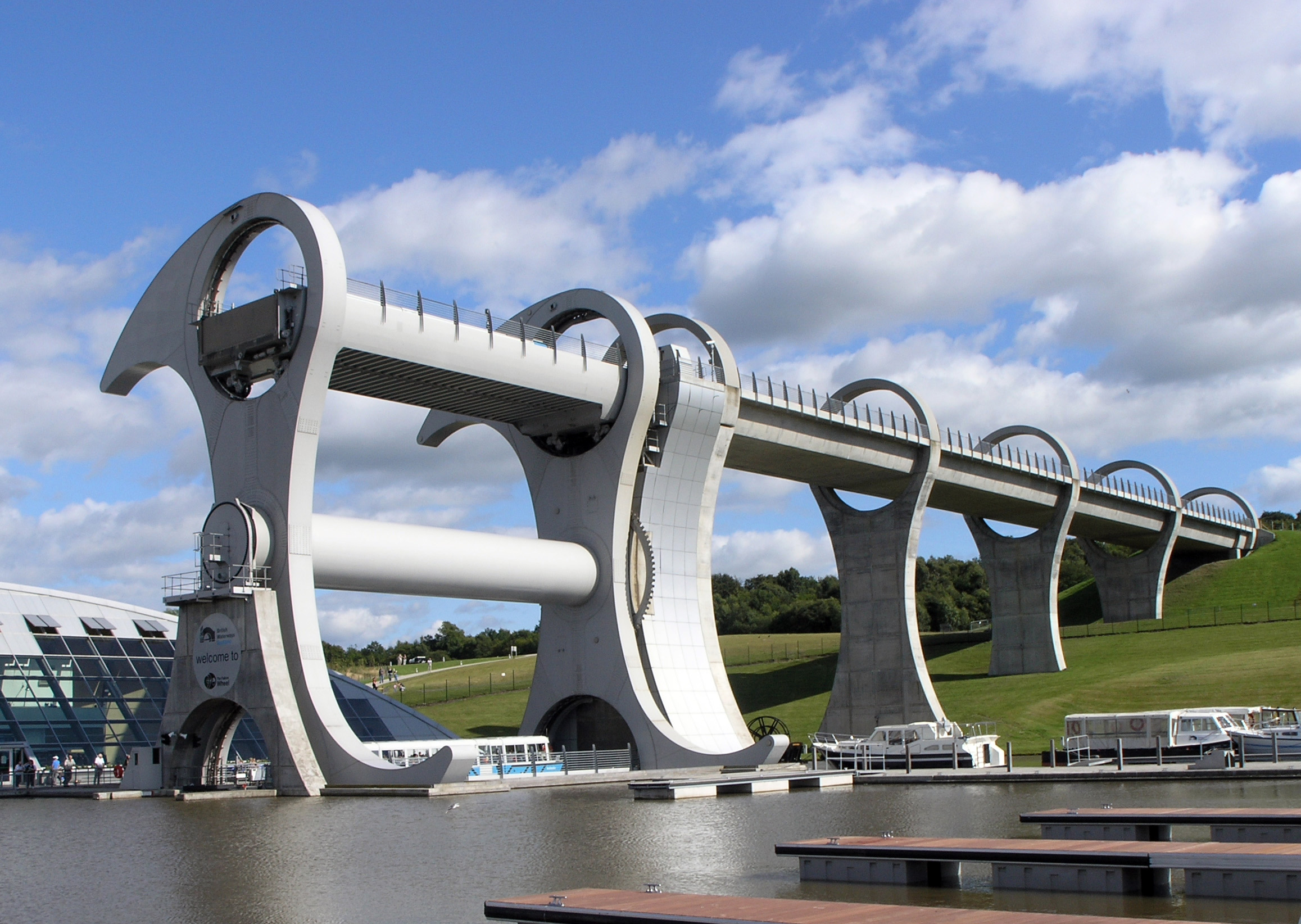
A Falkirki kerék

Például a hajókat lejtőn vagy csúszdákon lehet leengedni, vagy fölhúzni az egyik szintről a másikra. Marco Polo velencei utazó már láthatott ilyen rendszert a kínai Nagy-csatornán. Ezt a módszert használták Németalföldön is. Az 1100-as évektől kezdve a 8 tonnánál nehezebb hajókat egy fából készült sólyán vontatták keresztül egyik szintről a másikra járgánnyal, taposókerékkel vízkerékkel vagy puszta kézzel hajtott csörlővel. A módszer néhol ma is használatos, de a legtöbb helyen áttértek a zsilipre.

### Zsilipek

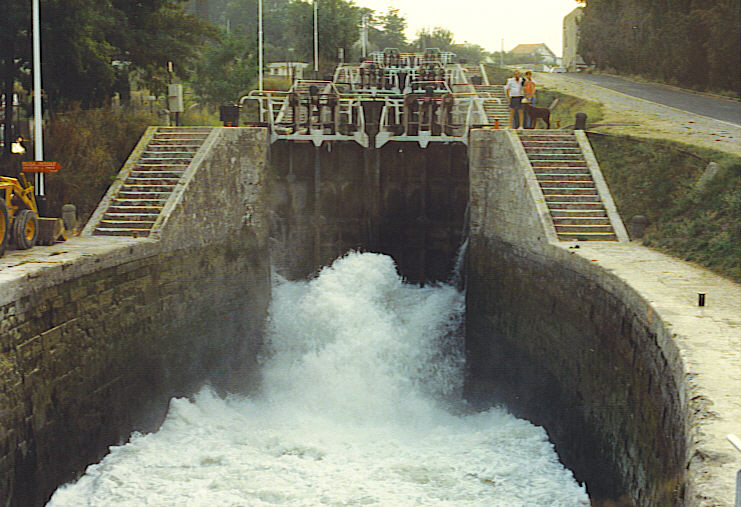
Zsilip a Canal du Midin

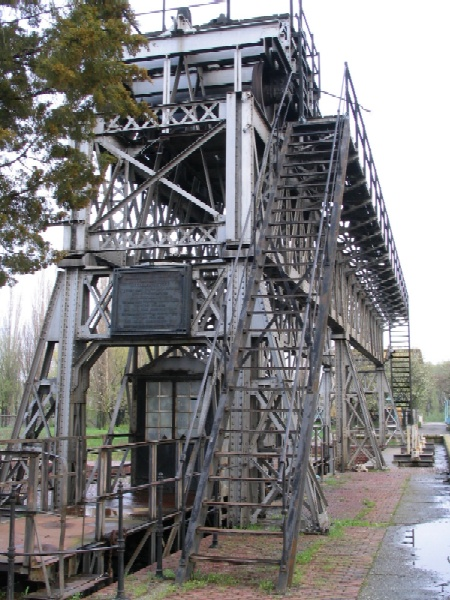
A Ferenc-csatorna zsilipje Óbecsénél (Szerbia)

A zsilipeket először folyókra építették, hogy hajózhatóvá tegyék azokat. Ha csatornákat ástak a folyók mellett, például egy vízesés elkerülésére, akkor a vízi járműveket el kellett juttatni egyik szintről a másikra. A hajók átvontatására olykor a folyón az egyik részén megnyitható gátat építettek s a „kapun” csörlővel felhúzták a járműveket. Lefelé menet alkalmával meg lesodortatták a járműveket a víz árjával. Az időszámítás előtt egy évszázaddal Kínában voltak ilyen gátak.
Később rájöttek, hogy kényelmesebb és biztonságosabb két kaput építeni egymás közelébe. A közöttük lévő szakasz (a zsilipkamra) vízszintjét hozzá lehet igazítani annak a csatorna vagy szabályozott folyószakasznak a vízszintjéhez, ahonnét belép a hajó, vagy ahová majd átlép. A hajók a maguk erejéből haladhatnak át a kamrán. A modern zsilipek ezen elven épülnek.
A zsilipek oldalait falazzák, és a kétszárnyú kapuját csuklós rudazatú berendezéssel mozgatják. A felső és az alsó kapu a vízáramlással szemben tompaszöget bezárva záródnak. Ez a kapufajta a támkapu.
Ha a kapu zárva van az előtte és a mögötte lévő lévővízszintek nem ugyanolyan magasságúak. Ha kapu zárva van és előtte ill. mögötte nem ugyanolyan a vízszint, akkor a nagyobb nyomás összeszorítja a szárnyakat, és így nem szivároghat át közöttük a víz.

## Csatornaútvonalak

### Európai csatornák

#### Franciaország

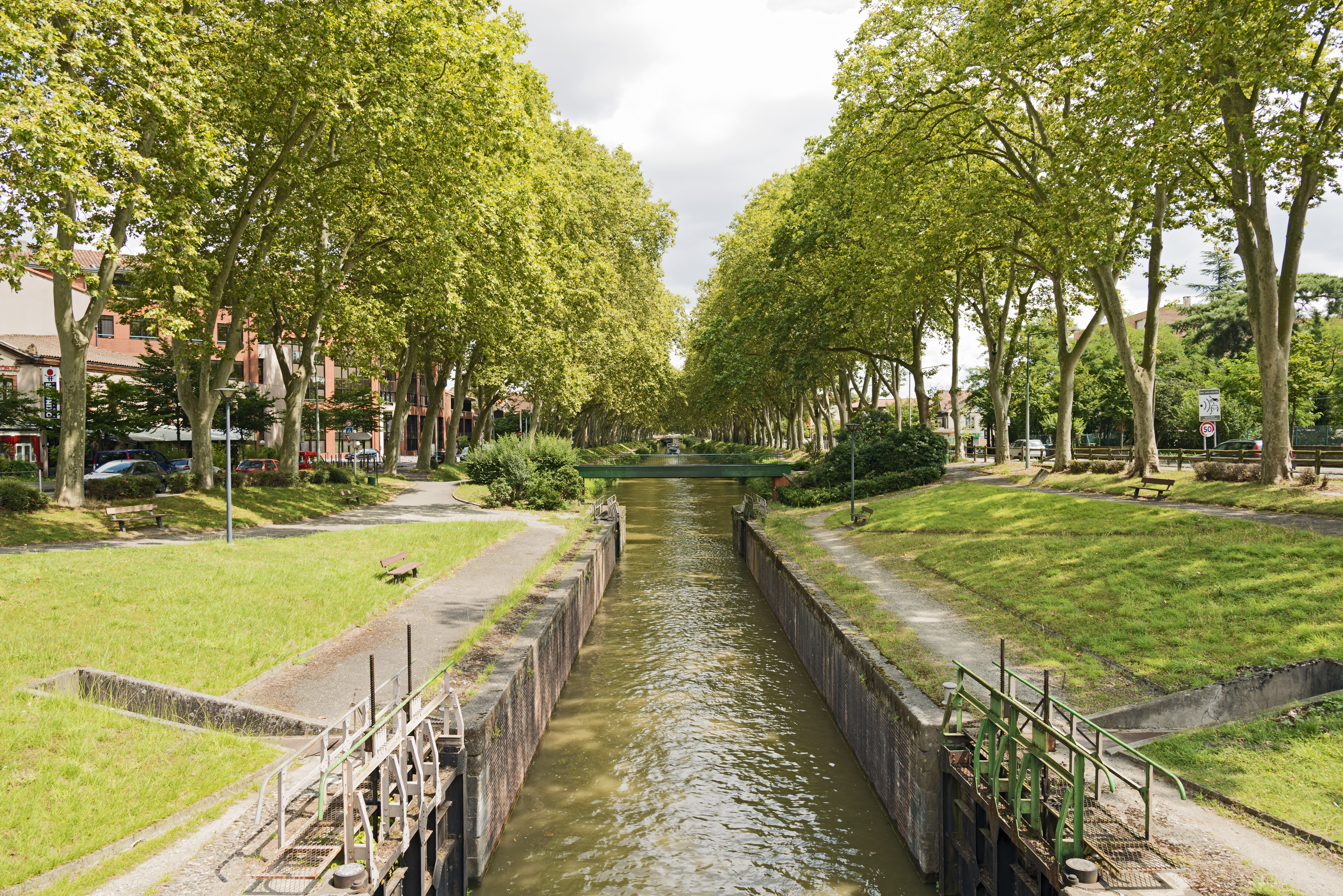
A Brienne-csatorna részlete

Az első zsilipes csatornát Franciaországban nyitották meg 1642-ben. A Briare-csatorna építési munkálatait Hugues Cosnier irányította. A Loire-t és a Szajnát kötötte össze 43 km hosszan.40 zsilipkamra működött rajta és 81 méteres szintkülönbségen juttatta át a hajókat. Ennek üzleti sikere nyitotta meg az utat egy nagyobb szabású terv a Canal du Midi megépítse előtt. Az 1671 és 1685 között megépült csatorna Pierre Paul Riquet építésvezetésével történt meg. A létesítmény Toulouse és a Garonne folyót köti össze, ezzel áttételesen a Földközi-tengert az Atlanti-óceánnal. A hossza 240 km, 99 zsilipkamrája van és 189 méteres szintkülönbséget győz le. Riquet csaknem 60 km hosszú tápcsatorna rendszert is kiépített és egy gátat húzatott fel és létrehozta a Saint-Ferréol-víztározót. A Francia-középhegység és a Massif Central közötti gáttal gondoskodott, hogy e 189 m-es magasságban is legyen kellő mennyiségű víz a csatornában.

#### Anglia

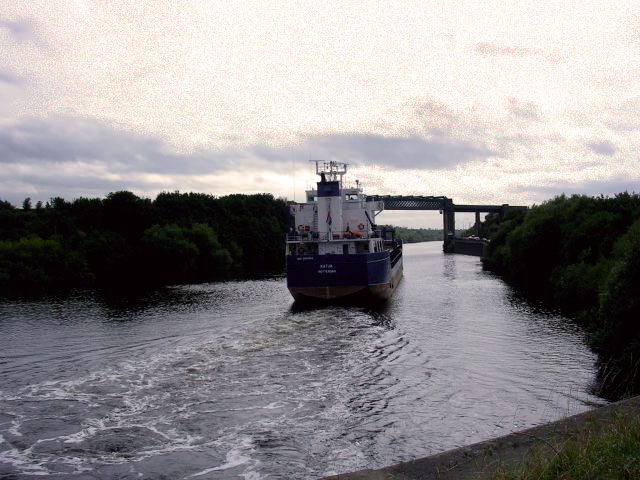
Hajó a Manchesteri csatornában

A Canal du Midit az egész világ mintának tekintette. E példa nyomán határozta el Francis Egerton Bridgewater hercege workleyi birtokától Manchesterig megépítteti a Bridgewater-csatornát. Ezzel kezdődött a szigetországban 1760-tól 1830-ig tartó csatornaépítési korszak.
Először Anglia négy nagy folyóját a Merseyt, a Severnt, a Trentet és a Temzét kötötték össze szintvonalban haladó csatornákkal. Ezt a csatornarendszert később új és közvetlenebb vízi utakkal egészítették ki. Az utolsó Birmingham és Liverpool között készült el 1834-ben. Thomas Telford építette s Összekötő Csatornának hívták.
A közép-angliai csatornarendszer fontos szerepet játszott az ipari forradalomban, mert gazdaságos módot talált a tömegáru és a kőszén szállítására.

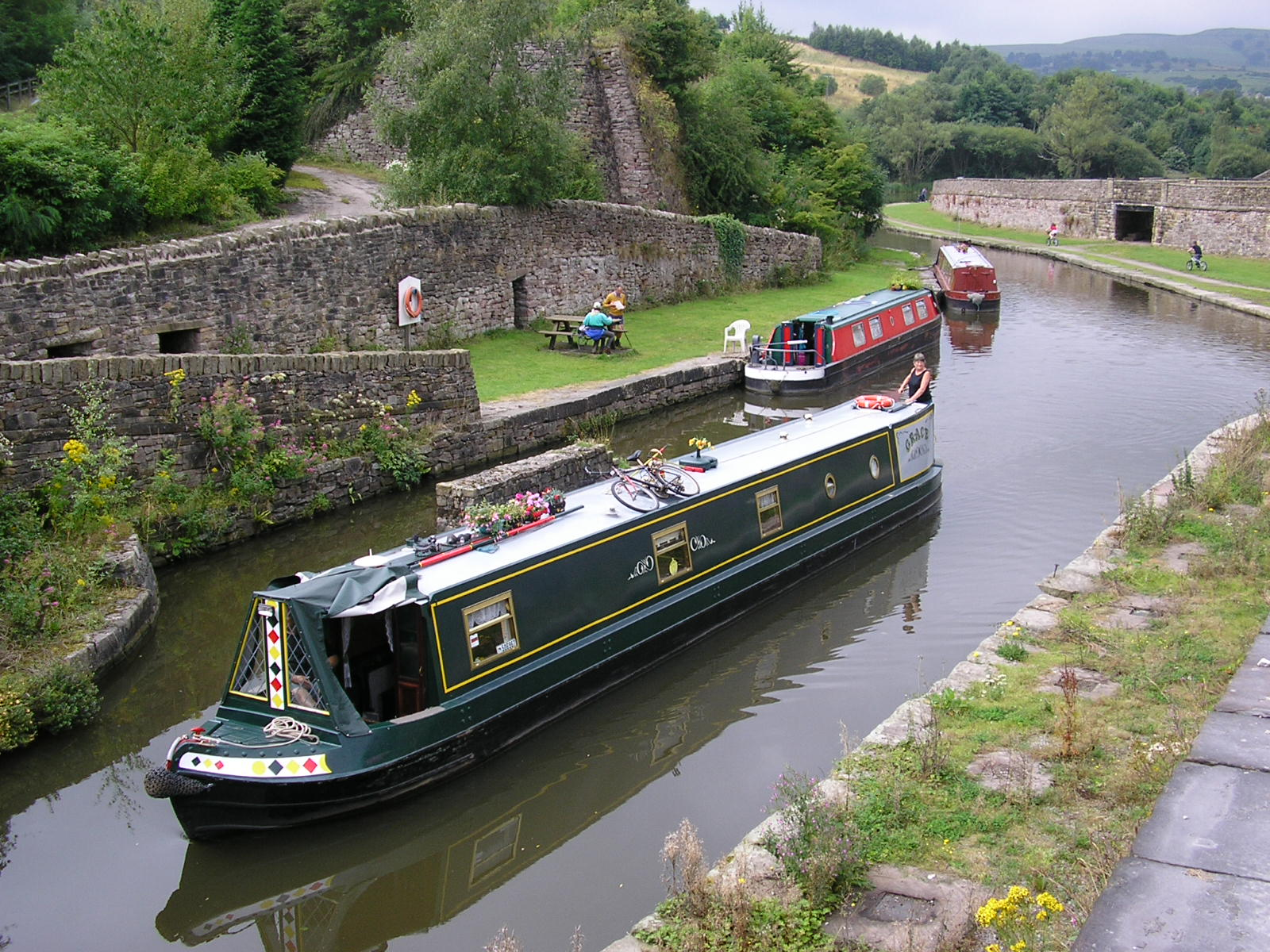
Sétahajókázás Angliában

Brindley 21 méter hosszú és 2,1 méteres szélességű zsilipkamrát vett figyelembe. Ezért e csatornákon csak különlegesen keskeny hajók közlekedhettek amelyek csak 30 tonna terhet bírtak el.
Akkortájt ez elég volt, de a vasút megjelenése után ezeken a csatornákon gazdaságtalanná vált az áruszállítás.
Az 1900-as évek elején Franciaország 350 tonnás uszályokat vásárolt. Ma pedig az európai folyami teherhajók szabványa 1350 tonnát ír elő.

### Észak-amerikai csatornák
A 19. század elején az angliai csatornarendszer felkeltette az észak-amerikaiak figyelmét. 1816-tól elkezdtek vízi utakat építeni. Az összeköttetés a Keleti-part a Nagy-tavak és a Közép-Nyugat között jött létre. Észak-Amerika leglátványosabb csatornája Philadelphia és Pittsburgh között 1834-ben megnyílt 643 km hosszú Susquehanna-Ohio csatorna. Öt lejtős síkon át 711 métert emelkedik, a leghosszabb ilyen szakasz 944 méter hosszú.
Kanadában 1829-ben nyílt meg a Welland-csatorna, ami a Niagara-vízesést kerüli meg, ezzel hajózható kapcsolatot hozott az Erie-tó és az Ontario-tó között.
A Long Sauli, a Chute á Blandeu-i és a Carillon Rapids-i rövid csatorna megnyitásával 1834-ben hajózhatóvá tették az Ottawa folyót.

### Korunk csatornái

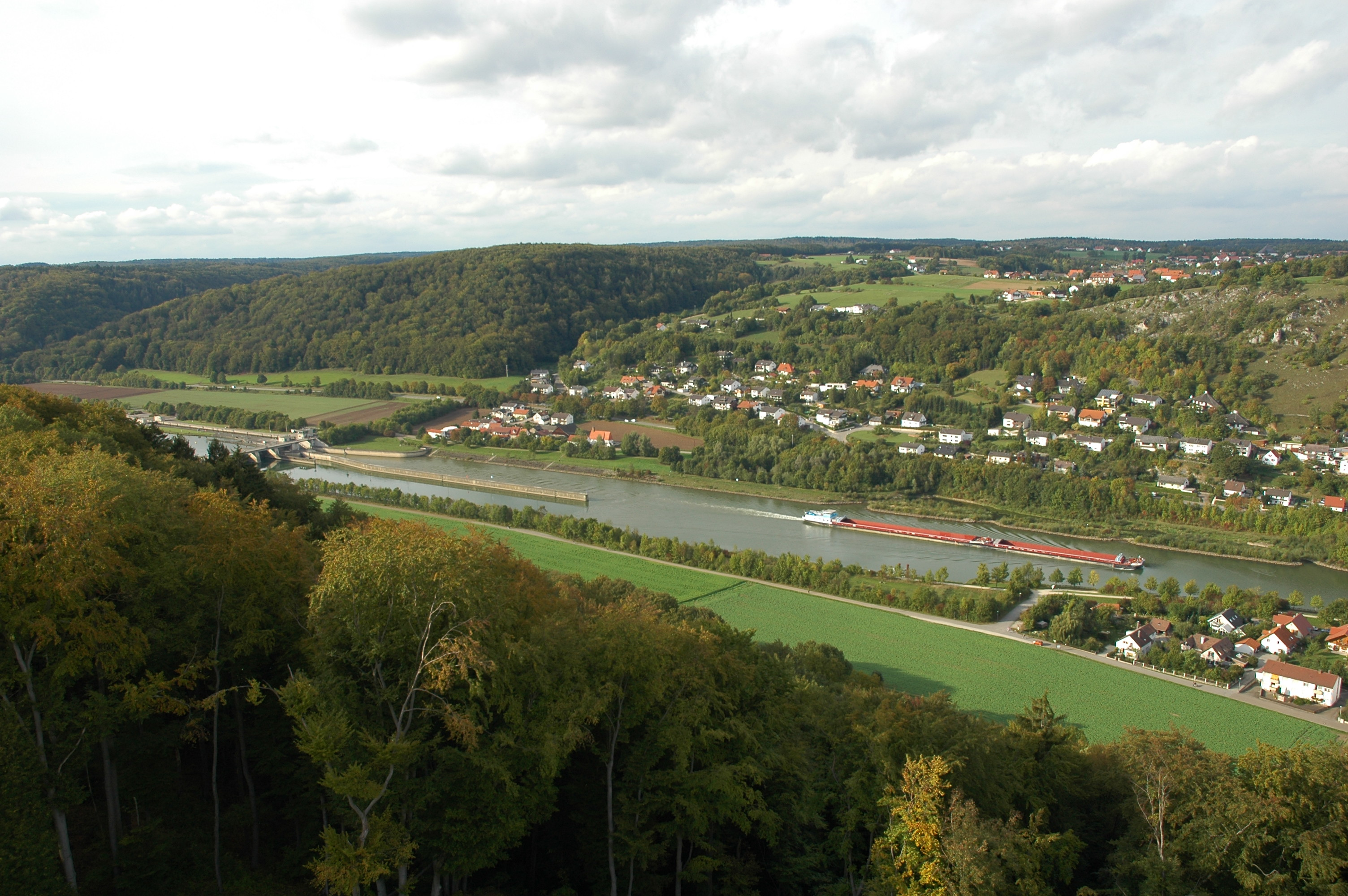
A Rajna–Majna–Duna-csatorna

Európában a nagy hajózócsatornákat fokozatosan kibővítették, hogy megfeleljenek az egyre nagyobb hajóméreteknek. Németországban 1977-ben megnyitották a 117 kilométer hosszú Elba oldalcsatornát, hogy az európai szabványoknak megfeleljenek (lásd feljebb). Ezzel elkerülhetők az Elba régebbi szakaszai, ahol csak 400 tonnás hasznos terhet lehetett szállítani.
Franciaországban Lyon és Port-Saint-Louis-du-Rhône között 12 zsilipkamrával és gáttal szabályozták a Rhone folyót, s ezt a szakaszt 1990-ben adták át.
Az Európa fő vízi útvonalát teljessé tevő Majna–Duna-csatorna 1992-ben készült el. A Majnán át a Rajnát köti össze a Dunával, vagyis az Északi-tengert a Fekete-tengerrel. Hossza 171 km, 16 zsilip van rajta, a legmagasabb pontja 406 méter.
Észak-Amerikában a kereskedelmi hajózásban 180×30 méteresnek kell lenniök a zsilipkamráknak. Ezek a nagy folyamrendszerekhez csatlakoznak, vagy maguk is folyószakaszok, amelyeket nem nehéz vízzel ellátni.

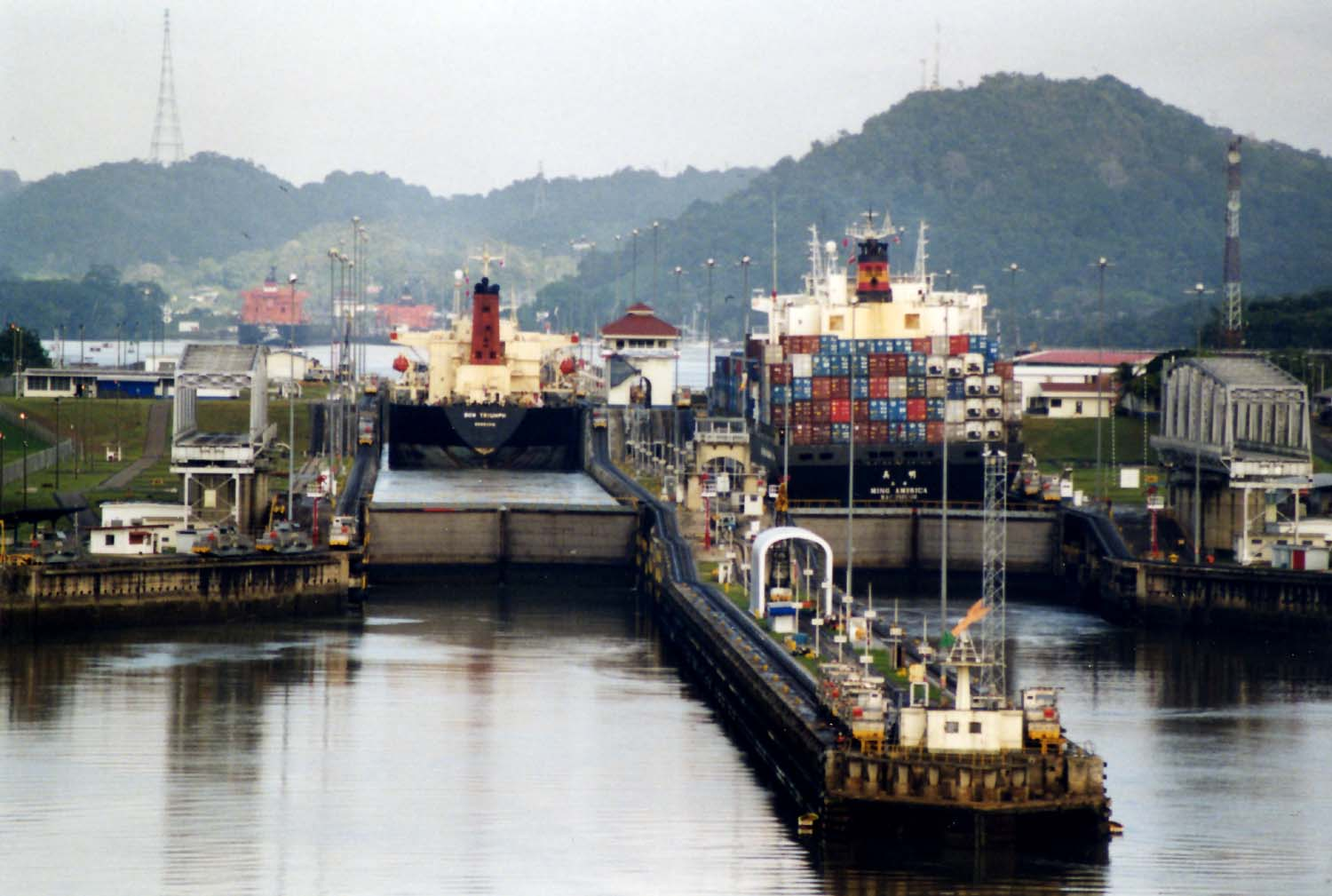
A Panama-csatorna egyik zsiliprendszere

A Csendes-óceánt és a Karib-tengert összekötő közép-amerikai Panama-csatorna viszont hegyeken, mocsarakon és őserdőkön vezet keresztül. Három párhuzamos zsilipkamra rendszere van. Egyszerre mindkét irányban közlekedhetnek rajta hajók. A földszoros két oldala közötti természetes mély víz távolsága 82 km. Ebből a tényleges csatorna hossza 62 km. Eredetileg a legszűkebb szakasza a Galliard-átvágáson 91 méter volt a legnagyobb szélessége. Az 1969 befejezett felújítási munkák után ezt a szakaszt 152 méterre szélesítették ki. A csatorna zsiliprendszerén csak a kis hajók tudnak átkelni, a nagyobb hajókat a zsilipek mentén hat villamos mozdony húzza végig.
A Földközi-tengert a Vörös-tengerrel összekötő 190 km-es Szuezi-csatorna az 1869-es átadásakor 8 méter mély, 70 méter széles volt. Napjainkban a bővítés után, 19 méter mély és 226 méter széles. Viszonylag könnyű volt bővíteni, mert nincsenek rajta zsilipek és a sivatagot szeli át.

## Kapcsolódó szócikkek

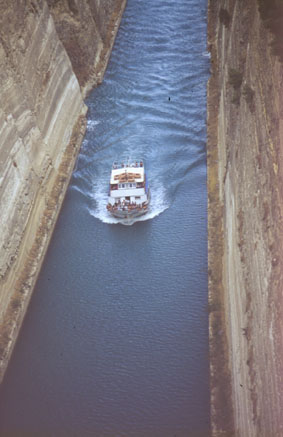
A Korinthoszi-csatorna Görögországban